# Antun Pejačević
| Antun Pejačević von Virovitica           | Antun Pejačević von Virovitica                                        |
| ---------------------------------------- | --------------------------------------------------------------------- |
| Antun III. Graf Pejačević von Virovitica |                                                                       |
| Titel                                    | Graf                                                                  |
| Ernennungen                              | Feldmarschallleutnant der habsburgischen Armee, Großgespan von Požega |
| Staat                                    | Kroatien innerhalb der Habsburgermonarchie                            |
| Haus                                     | Pejačević                                                             |
| Geburt                                   | 4. September 1749 in Osijek                                           |
| Tod                                      | 25. September 1802 in Virovitica                                      |
| Vater                                    | Josip II. Graf Pejačević                                              |
| Mutter                                   | Elizabeta geb. Peterson                                               |
| Ehefrau                                  | Barbara geb. Drašković                                                |
| Kinder                                   | Antun (IV.), Stjepan, Barbara, Ana                                    |
|                                          |                                                                       |

Antun Pejačević von Virovitica (deutsch Anton Pejatschewitsch von Virovitica; * 4. September 1749 in Osijek; † 25. September 1802 in Virovitica) war ein kroatischer Adliger, Politiker und Militär aus dem Hause Pejačević. Er war Feldmarschallleutnant der habsburgischen Armee, Großgespan von Požega sowie Unternehmer und Mäzen.

## Leben
Antun III. Graf Pejačević von Virovitica (mit vollem Namen Antun Mihajlo Ignjat Nepomuk Viktorin Pejačević) wurde als jüngster Sohn von Josip II. Pejačević (* 1710; † 1787), damals noch Freiherr, und dessen Ehefrau Elizabeta geb. Peterson geboren. Er hatte zwei Brüder, Žigmund (* 1741; † 1806) und Karlo III. Ferdinand (* 1745; † 1815), sowie eine Schwester, Josipa Elizabeta. Sein Großvater Marko II. Pejačević (* 1664; † 1727) wurde in Tschiprowzi, Bulgarien, geboren, aber ließ sich in Ostslawonien nieder.
1774 heiratete er in Varaždin die Gräfin Barbara Drašković von Trakošćan. Sie hatten vier Kinder: Antun (IV.), Stjepan, Barbara und Ana.
Pejačević absolvierte die Theresianische Militärakademie in Wiener Neustadt und diente anschließend als Leutnant im Regiment von Karl Graf Pálffy sowie später im Slawonischen Grenz-Infanterieregiment Nr. 8 (Gradiskaner).
Er nahm an mehreren Kriegen und zahlreichen Schlachten teil: Bayerischer Erbfolgekrieg (1778–1779), Russisch-Österreichischer Türkenkrieg (1787–1792), Französische Revolutionskriege (1792–1797), Napoleonische Kriege (1798–1815), sowie Schlacht von Dubica (1788), Schlacht von Cetingrad (1790) usw.
Für seine Verdienste wurde er mehrfach ausgezeichnet, unter anderem mit dem Ritterkreuz des Maria-Theresien-Ordens, den er am 19. Dezember 1790 in der 23. Promotion erhielt. Er avancierte relativ rasch: 1773 wurde er Major, 1786 Oberst (im ersten Regiment der Banater Militärgrenze), 1793 Generalmajor und 1801 Feldmarschallleutnant.
Graf Antun Pejačević von Virovitica starb kurz darauf, am 25. September 1802, in seinem Schloss in Virovitica.